# Goniothalamus subevenius
Goniothalamus subevenius este o specie de plante din genul Goniothalamus, familia Annonaceae, descrisă de George King. Conform Catalogue of Life specia Goniothalamus subevenius nu are subspecii cunoscute.